# 테클라 보에센
테클라 보에센(덴마크어: Thecla Boesen, 1910년 8월 22일 ~ 1996년 2월 11일)은 덴마크의 배우이다.